# Naticarius canrena
Naticarius canrena är en snäckart som först beskrevs av Carl von Linné 1758.  Naticarius canrena ingår i släktet Naticarius och familjen borrsnäckor. Inga underarter finns listade i Catalogue of Life.

## Bildgalleri

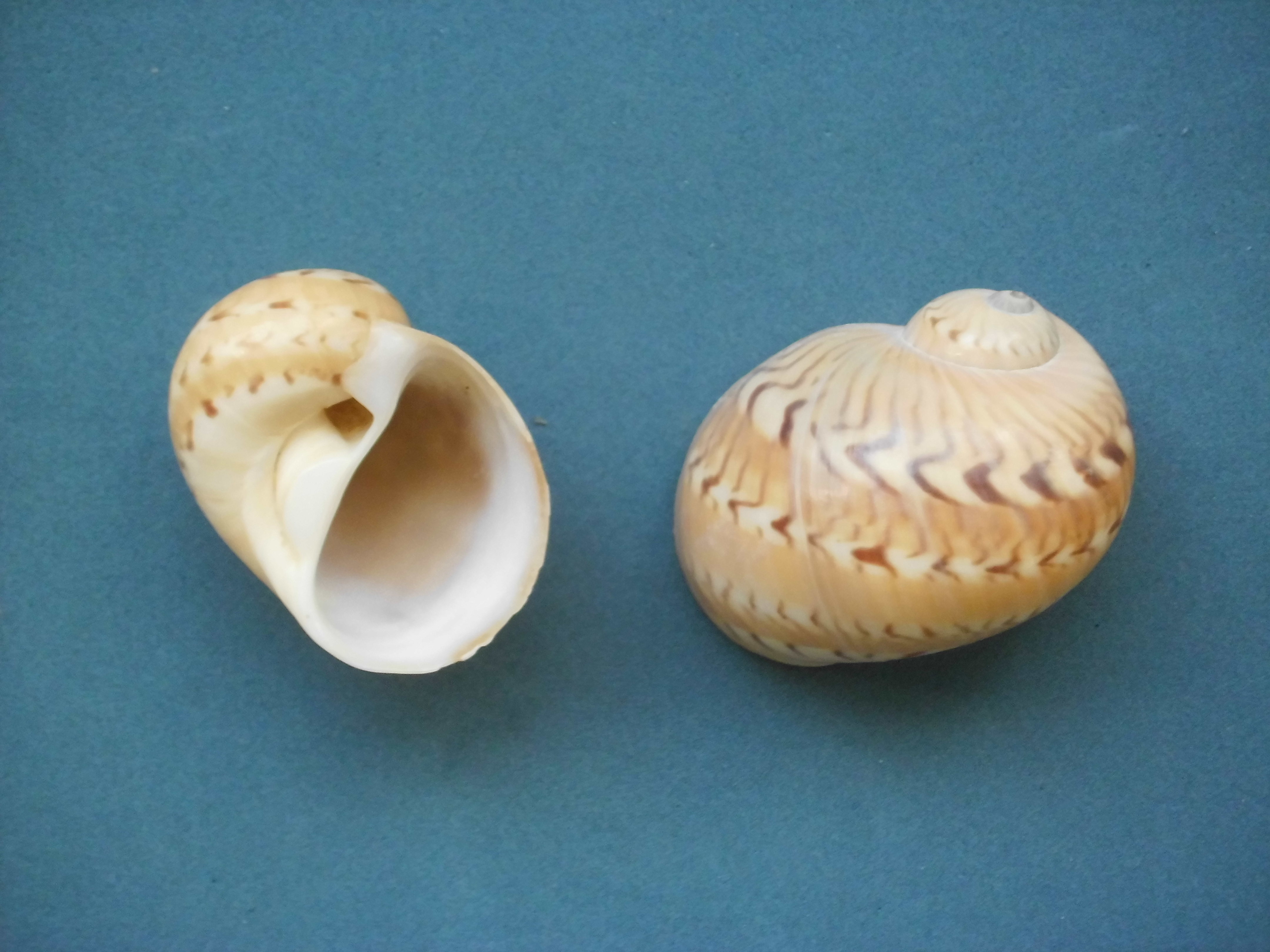